# Sant Joan d'Algars
Sant Joan d'Algars és una església (avui ermita) del municipi de Batea (Terra Alta). Està situada a uns 7 km a l'oest del cap del municipi, i a tocar del riu d'Algars. Inclosa a l'Inventari del Patrimoni Arquitectònic de Catalunya.

## Descripció
L'església de Sant Joan que hi havia al costat de l'antic castell d'Algars, ara reduït a un munt de pedres, en origen fou capella castral i parroquial d'una petita comunitat que habitava en masos propers. Avui és sufragània de la Transfiguració de Pinyeres. L'edifici està ben conservat, car actualment Sant Joan és lloc de romiatge de la contrada que hi acut sobretot el dia del sant patró.
El temple d'Algars forma part d'un grup d'esglesietes de la Terra Alta i de la Ribera d'Ebre que per la seva tipologia Enric Ventosa les qualificà de "singulars". D'entre elles, potser l'exemple més representatiu és Sant Bartomeu de les Camposines.
L'església d'Algars té planta rectangular i capçalera plana, la qual, transgredint els cànons de l'orientació mira a ponent en lloc de fer-ho a llevant. La coberta, de doble vessant, està formada per lloses que descansen damunt set arcs diafragma apuntats de pedra, molt junts (0,70 cm), que arrenquen de terra formant una bancada de mig metre d'altura. Hi ha una porta adovellada i molt senzilla al peu de la nau, sobre la qual és probable que hi hagués un campanaret de cadireta. No té cap finestra.
Al costat de la capella encara hi ha restes d'una casa que serví d'habitacle a l'ermità i de magatzem per als productes que recaptava el castellà d'Amposta.

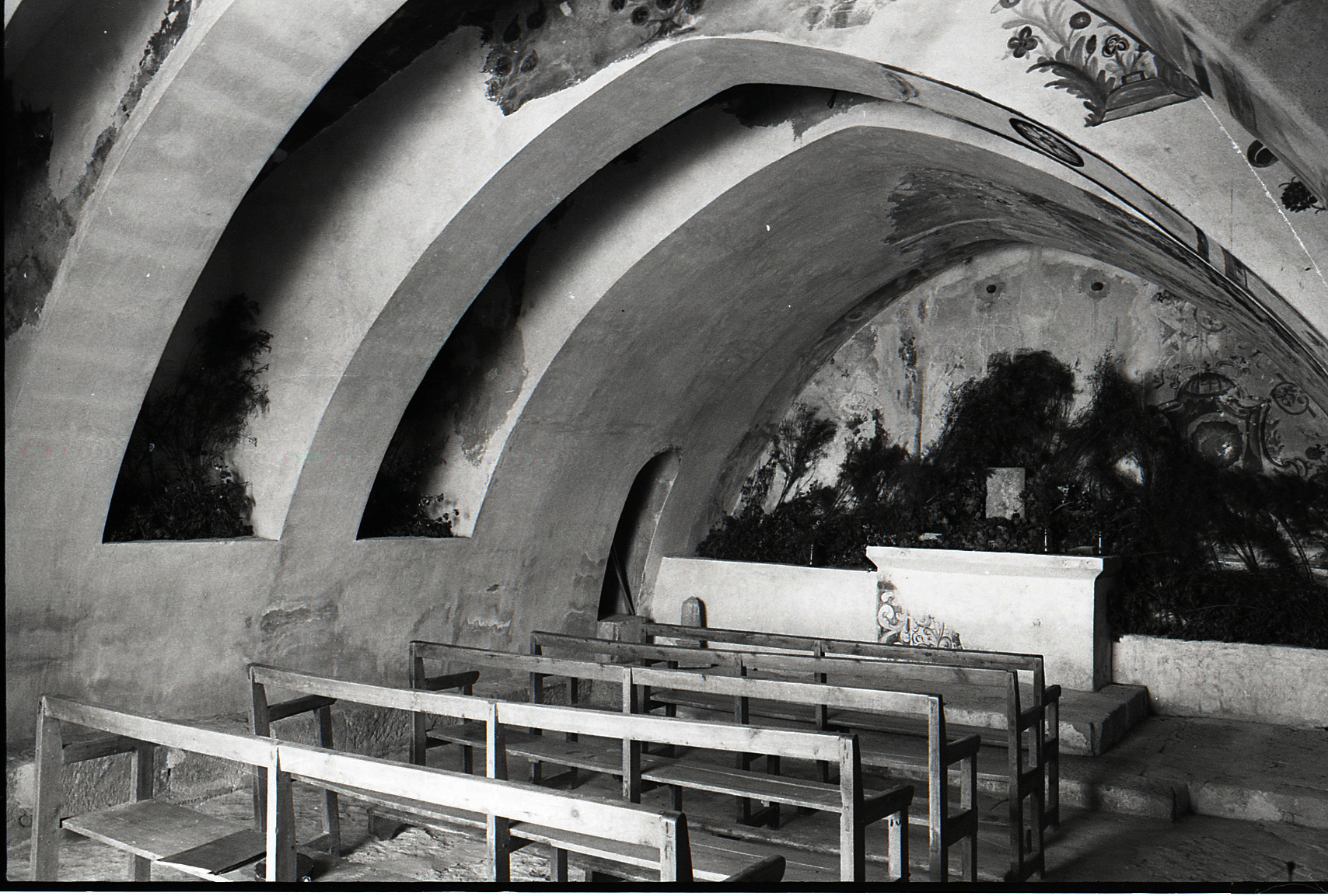
Sant Joan d'Algars (Terra Alta), s. XIII, interior (fot. 1985)

## Història
Els territoris dels pobles que actualment constitueixen el municipi de Batea, (Batea, Algars i Pinyeres) formaren juntament amb el castell d'Almudèfer la sotscomanda templera d'Algars.
Tot i que en la donació que, l'any 1153 feu Ramon Berenguer IV al Temple hi figuraven els castells d'Algars i Batea, l'Orde retardà la repoblació del territori a causa dels pocs efectius humans de què disposava en aquells anys inicials. L'any 1181 Alfons el Trobador, fent cas omís de la donació del seu pare, cedia Batea i Algars a gent aliena al Temple. L'Orde reaccionà i protestà immediatament, de manera que el monarca no va tenir més remei que reconèixer els drets del Temple.
Uns anys després, el 1205, atorgaren carta de població a Batea, decisió amb la qual pretenia potenciar la repoblació el mestre provincial i comanador templer de "Ribera", el gran territori senyorejat pel Temple a les terres de l'Ebre, al qual pertanyien totes les comandes (Tortosa, Miravet, Ascó, Algars, Horta...). Seguiren uns anys problemàtics per aquella tasca fins que el 1216 el Rei i la Cort tornarien a reconèixer els drets dels templers. A partir d'aleshores l'Orde instal·là a Algars una sotscomanda dependent de Miravet. L'any 1244, el Temple enfortia encara més la repoblació de Batea concedint-los una segona carta dirigida a la Vall Major de Batea. Cap als anys seixanta, la repoblació era ja notòria.
Quan, l'any 1318 fou dissolt el Temple, els seus béns passaren a l'Hospital de Sant Joan. En època moderna després de la Guerra dels Segadors el castell deuria ser molt castigat ja que un document de 1743 parla d'ell en termes de ruïna: "dicho término [d'Algars] tiene vestigios de castillo con paredes maestras". Com tants altres no degué ser restaurat, car ja aleshores l'absentisme hospitaler era total; els senyors es limitaren a conservar la capella i probablement construïren una casa al costat per a magatzem i residència. Segons Miret i Sans, el segle xviii Batea i Algars constituïren una comanda hospitalera (Miret, 1910, p. 446).